# استان جفره

جُفره یکی از استان‌های لیبی است.
مرکز این استان شهر وَدّان است و شهر مهم دیگر آن هون نام دارد.

## بخش‌ها
| - ودان - سوکنه - زلک | - الفقها - هون |  |